# نبردناو میکاسا
نبردناو میکاسا (به انگلیسی: Japanese battleship Mikasa) یک کشتی است که طول آن ۴۳۲ فوت (۱۳۱٫۷ متر) می‌باشد. این کشتی در سال ۱۹۰۰ ساخته شد.